# Alison Dunlap
Alison Dunlap (Denver, 27 de juliol de 1969) va ser una ciclista nord-americana. Combinava la carretera amb el ciclisme de muntanya, del qual va ser campiona del món en la modalitat de camp a través.

## Palmarès en ruta
- 1992
  - 1a al GP Tokyo
- 1993
  - Vencedora d'una etapa a la Women's Challenge
  - Vencedora d'una etapa a la Omloop van 't Molenheike
  - Vencedora d'una etapa al Bisbee Tour
  - Vencedora d'una etapa al Tour de Toona
- 1994
  - 1a a la Volta a Turíngia i vencedora de 2 etapes
  - Vencedora d'una etapa a la Casper Classic
- 1995
  - 1a al Gran Premi Okinawa
- 1996
  - 1a al Redlands Bicycle Classic i vencedora d'una etapa
  - Vencedora d'una etapa a la Women's Challenge
  - Vencedora d'una etapa al Tour ciclista femení
- 1997
  - Vencedora d'una etapa a la Women's Challenge
- 1998
  - 1a al GP femení del Canadà i vencedora de 3 etapes
- 1999
  - Vencedora d'una etapa al Redlands Bicycle Classic
- 2000
  - 1a al Redlands Bicycle Classic i vencedora de 2 etapes
- 2001
  - 1a al Tour of Willamette i vencedora d'una etapa
  - Vencedora d'una etapa a la Women's Challenge

## Palmarès en ciclisme de muntanya
- 1999
  - Medalla d'or als Jocs Panamericans
  -  Campiona dels Estats Units
- 2001
  -  Campiona del món en Camp a través
- 2002
  - 1a a la Copa del món en Camp a través
  -  Campiona dels Estats Units
- 2004
  -  Campiona dels Estats Units

## Palmarès en ciclocròs
- 1998
  -  Campiona dels Estats Units en ciclocròs
- 1999
  -  Campiona dels Estats Units en ciclocròs
- 2000
  -  Campiona dels Estats Units en ciclocròs
- 2001
  -  Campiona dels Estats Units en ciclocròs
- 2002
  -  Campiona dels Estats Units en ciclocròs
- 2004
  -  Campiona dels Estats Units en ciclocròs